# Honigkuchen

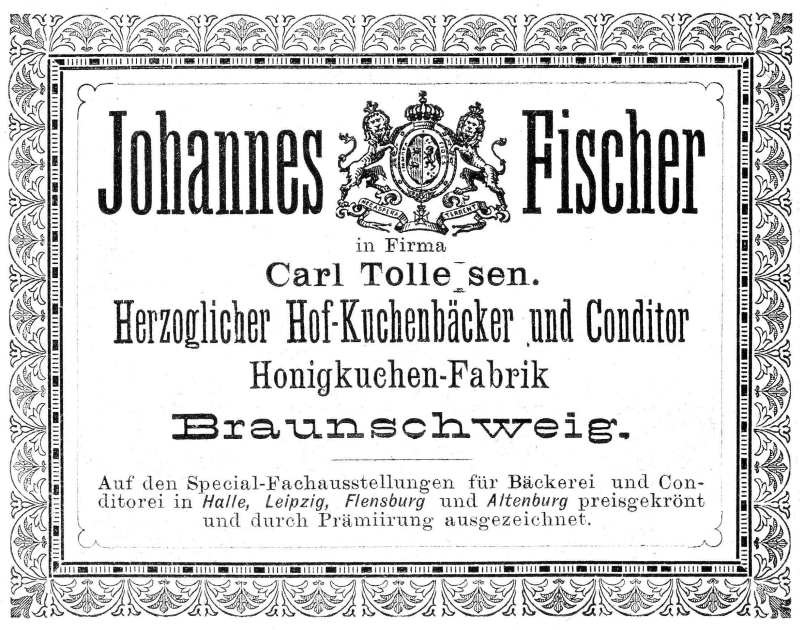
Braunschweiger Honigkuchen, Anzeige von 1884

Honigkuchen, auch Honiglebkuchen, sind eine Variante der sogenannten braunen Lebkuchen, bei denen mindestens eine Hälfte des Gehalts an Zuckerarten aus Bienenhonig stammt, die andere Hälfte kann auch Kunsthonig (Invertzuckercreme) enthalten. Honigkuchen erhalten durch den hohen Anteil an Bienenhonig ihre spezielle Geschmacksnote.